# Glaphyra villosipes
Glaphyra villosipes är en skalbaggsart som beskrevs av Holzschuh 1993. Glaphyra villosipes ingår i släktet Glaphyra och familjen långhorningar. Inga underarter finns listade i Catalogue of Life.